# دودج دايناستي
دودج دايناستي (بالإنجليزية: Dodge Dynasty)‏ هي سيارة متوسطة الحجم تم تسويقها من قبل قسم دودج في شركة كرايسلر من عام 1988 إلى عام 1993. تم تطويرها كخليفة للسيارة دودج 600 سيدان، وتم وضع السلالة في خط طراز دودج سيدان. من خلال إنتاجه، تم تقديم خط الإنتاج لطراز سيارة سيدان بأربعة أبواب فقط.
تستخدم سيارة ديناستي منصة من نوع كرايسلر C / AC ذات الدفع الأمامي، وهي نسخة ذات قاعدة عجلات ممتدة من هيكل كرايسلر K ؛ تشترك السيارة في هيكلها مع كرايسلر نيويوركر 1988-1993. 1990-1993 كرايسلر نيويوركر فيفث أفينيو وكرايسلر إمبريال هي إصدارات ذات قاعدة عجلات ممتدة، باستخدام منصة كرايسلر Y (البديل الأطول لقاعدة العجلات من سيارة طراز K-car).[بحاجة لمصدر]

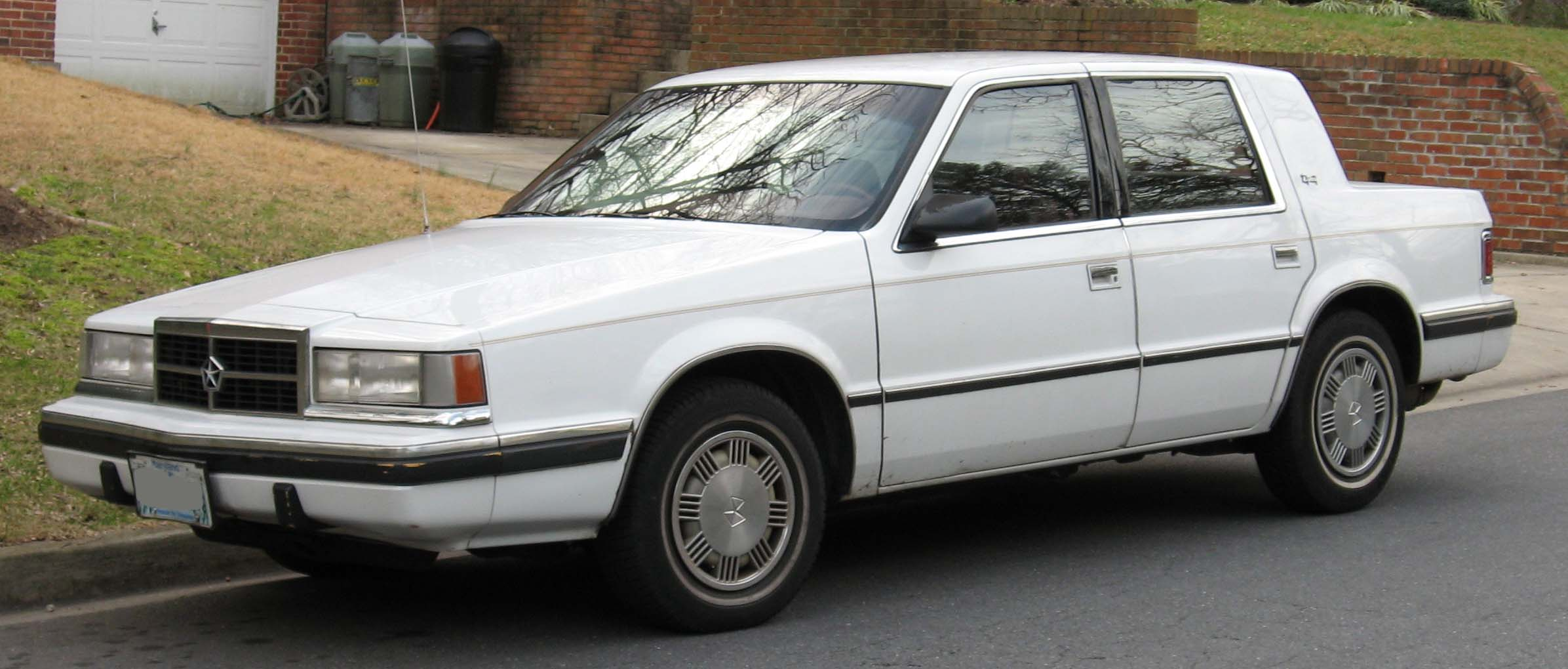
كرايسلر ديناستي (كندا)

تم تجميع ديناستي بواسطة كرايسلر في مصنع تجميع بلفيدير (بلفيدير، إلينوي) جنبًا إلى جنب مع كرايسلر نيويوركر الطراز الخمسين. تم إنتاج السيارة النهائية في 28 مايو 1993. بالنسبة لعام 1994، تم تقديم دودج طراز الشجاع، لتحل محل كل من ديناستي وموناكو.
يُعتقد أن اسم دودج ديناستي هو إشارة إلى سلسلة ABC-TV الشهيرة في فترة الذروة في الثمانينيات، «ديناستي». في الواقع، أعلنت إحدى المجلات، «بليك وكريستل، سيارتك جاهزة» عندما ظهرت السيارة لأول مرة في طراز عام 1988. ومع ذلك، فمن المرجح أن كرايسلر أطلقت على سياراتها C-Bodied في أواخر الثمانينيات وأوائل التسعينيات اسم «الملوك»، والذي نشأ من شارة الإمبراطورية الكلاسيكية لجذب العملاء، بما في ذلك كرايسلر إمبريال / نيويوركر فيفث أفينيو وكرايسلر النسخة العادية (نيويوركر). تم اعتبار ديناستي السيارة ذات الميزانية المحدودة.
تصميم النموذج
على الرغم من أنه كان شائعًا إلى حد ما، إلا أن تصميم Lee Iacocca الذي تم إنتاجه كان صندوقيًا ومحافظًا مقارنة بالمنافسين الأكثر انسيابية مثل فورد توروس وشيفروليه لومينا. عندما ظهرت سيارات بجسم على شكل C الجديدة ذات الدفع الأمامي لشركة كرايسلر (ديناستي ونيويوركر) لأول مرة في طراز عام 1988، كانت أول السيارات المنتجة بكميات كبيرة في العالم التي تحتوي على وصلات متعددة الإرسال بالكامل من الألياف الضوئية. جميع الملحقات وأجهزة التحكم الإلكترونية، مما قلل بشكل كبير من كمية ووزن أسلاك التوصيل في السيارة. تتميز جميع الطرازات (1988-1993) بأقفال كهربائية يتم قفلها تلقائيًا عندما تتجاوز سرعة السيارة 15 ميلاً في الساعة. بالإضافة إلى ذلك، تم عرض باقة «بروغام» على موديلات 1992-93 LEوالتي أضافت سقف فينيل مبطن «لانداو».
مميزات
محرك كرايسلر 2.5 لتر  رباعي الاسطرانات بشكل طولي (الطراز الأساسي فقط)، محرك 6 أسطوانات على شكل V بسعة 3.0 ليتر من ميتسوبيشي، ومحرك كرايسلر بستة اسطوانات على شكل V سعة 3.3 لتر، على الرغم من أن المحرك 3.3 لتر بستة اسطوانات على شكل V  لم يكن متاحًا حتى عام 1990 تم تجهيز أربع أسطوانات مع ناقل حركة أوتوماتيكي ثلاثي السرعات (A413).
..
الإصدارات العالمية
في كندا والمكسيك، قامت شركة كرايسلر بتسويق الطراز تحت اسم كرايسلر ديناستي. حلت شركة كرايسلر الكندية محل دودج 600 مع دودج سبيريت، حيث حلت كرايسلر ديناستي محل سيارة كرايسلر ليبارون جي تي إس هاتشباك (وفي النهاية، دودج ديبلومات، حيث لم يتم تسويق دودج موناكو في كندا).